# メロン記念日 コンサートツアー2006冬 「FRUITY KILLER TUNE」
「メロン記念日 コンサートツアー2006冬 「FRUITY KILLER TUNE」」（メロンきねんび コンサートツアー2006ふゆ フルーティーキラーチューン）は、メロン記念日のライブビデオ。

## 収録曲
1. OPENING 〜メロン記念日のテーマ〜
2. 赤いフリージア
3. スキップ
4. MC
5. かわいい彼
6. さぁ、早速盛り上げて行こか〜!!
7. ガールズパワー・愛するパワー
8. MC
9. 香水
10. 肉体は正直なEROS
11. MI DA RA 摩天楼
12. I Love Rock'n Roll
THE ARROWSのカバー曲。
13. This is 運命
14. 遠慮はなしよ
15. 涙の太陽
16. さぁ！恋人になろう
17. お願い魅惑のターゲット
18. LEATHER
19. 電話待っています
20. Anniversary
21. MC
22. 初雪

【特典映像】
- バックステージ映像